# Oostkapelle
Oostkapelle (Zeeuws: Oôskappel) is een dorp in de Nederlandse provincie Zeeland, in de gemeente Veere, nabij Domburg. Het had op 1 januari 2023 2.305 inwoners en is daarmee een van de grotere kernen van de gemeente. Het dorp bestaat uit een kleine kern met bebouwing, waartussen nog veel oude boerderijen liggen. Even buiten de kom van het dorp ligt een park met vrijstaande huizen, voornamelijk bewoond door inwijkelingen.

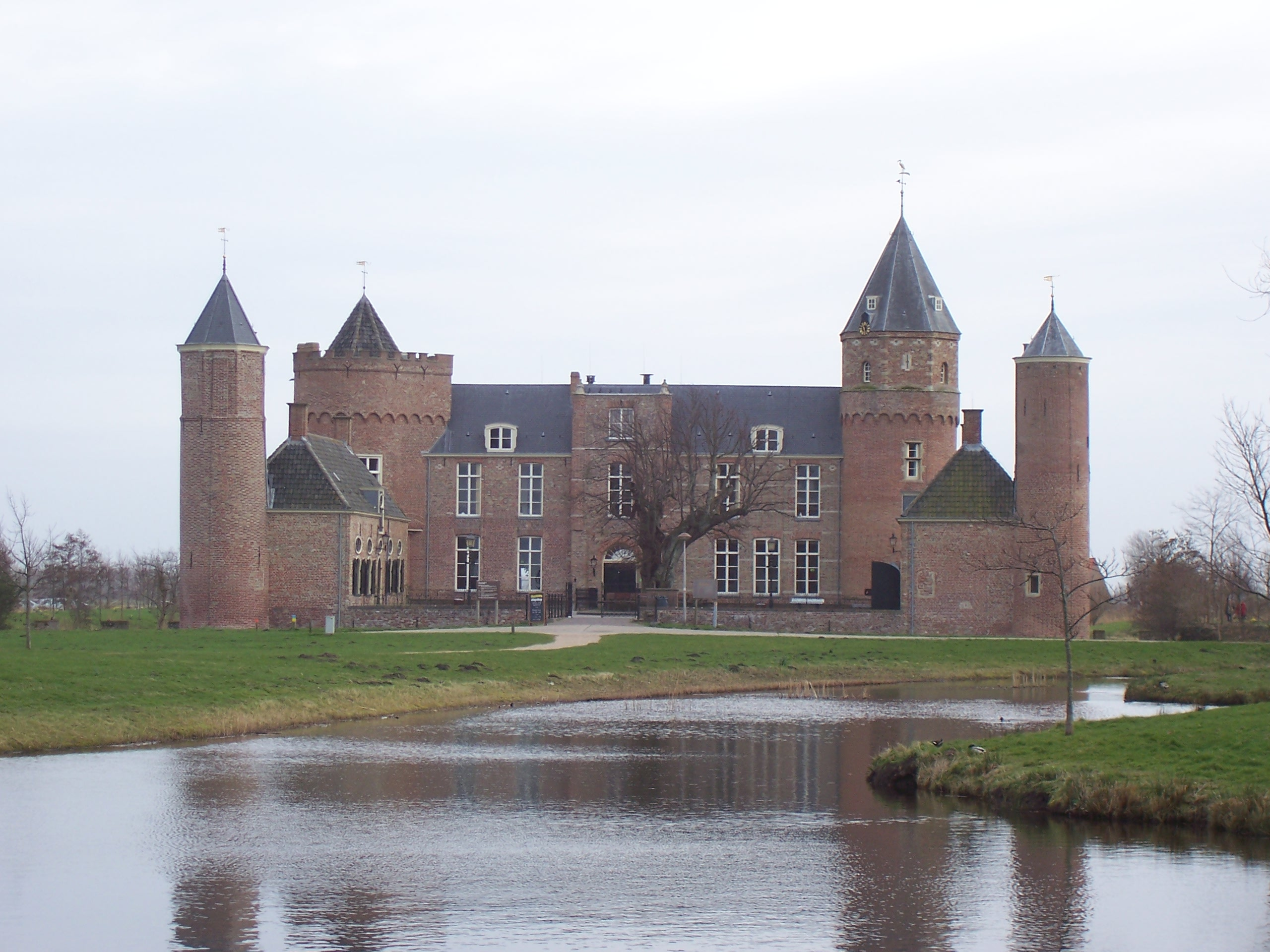
Kasteel Westhove

Oostkapelle dankt zijn naam aan een kapel die er in vroeger tijden moet hebben gestaan, samen met een andere kapel, die op de plaats van het huidige Westkapelle ligt. Doordat het een vestingplaats was, ontwikkelde Westkapelle zich tijdens de Middeleeuwen beter dan Oostkapelle. Dat bleef tot in de twintigste eeuw een boerendorp.
Na de Tweede Wereldoorlog ontwikkelde Oostkapelle zich in het spoor van Domburg en Zoutelande tot een badplaats. Het duingebied en de Noordzee liggen op korte afstand van het dorp. Oostkapelle was daardoor, in tegenstelling tot andere Zeeuwse dorpen, niet onderhevig aan leegloop.
Oostkapelle is een voormalige heerlijkheid en was tot 1966 een zelfstandige gemeente. Daarna maakte het deel uit van de gemeente Domburg. Die ging in 1997 op zijn beurt op in de gemeente Veere.

## Kerk
In 1572 tijdens het Beleg van Middelburg werd de kerk verwoest, zoals zoveel Walcherse kerken, alleen de laat-14e-eeuwse toren bleef gespaard. In 1582 waaiden de ruïnes van het schip om. In 1610 was de herbouw van het schip gereed, zoals de jaarankers aangeven. De kerk is in 1822 gewijzigd en in 1856 werd het van een plafond voorzien. Van het oorspronkelijke meubilair is alleen de preekstoel uit de 17e eeuw overgebleven, in 1798 werd het overige van de hand gedaan.

## Bezienswaardigheden
- Kasteel Westhove
- Museum Terra Maris
- Korenmolen d'Arke
- De Manteling van Walcheren (Natura 2000-gebied)

## Vlag
De vlag is identiek aan het wapen en werd door de gemeenteraad vastgesteld op 8 mei 1962.

## Sport
SVOD '22 is de voetbalclub van Oostkapelle. Deze club kwam voort uit een fusie tussen VV Oostkapelle en VV Domburg in 2022. Het eerste vrouwenelftal van VV Oostkapelle speelde één seizoen op het hoogste niveau van Nederland.

## Geboren in Oostkapelle
- Jacobus Wisse (1843-1921), predikant, theoloog en docent.
- Elisabeth Boddaert (1866-1948), stichtster en directrice van de "Boddaert Tehuizen"
- Aert H. Kuipers (1919-2012), taalkundige
- Wim Hofman (1941), schrijver
- Matthijs Röling (1943-2024), kunstschilder
- Leen de Broekert (1949-2009), pianist
- Jan Zwemer (1960), historicus en dialectauteur